# Zabójstwo Henryka Siwiaka
Zabójstwo Henryka Siwiaka – morderstwo polskiego imigranta Henryka Siwiaka dokonane przez nieustalonego sprawcę w nocy 11 września 2001 roku w Nowym Jorku.
Tuż przed północą Henryk Siwiak (1955–2001), Polak mieszkający i pracujący w Stanach Zjednoczonych, został śmiertelnie postrzelony na ulicy w dzielnicy Bedford-Stuyvesant na Brooklynie, gdzie zabłądził, udając się po raz pierwszy na miejsce nowej pracy. Udało mu się dotrzeć do drzwi pobliskiego domu w poszukiwaniu pomocy, zanim zmarł. Zagadka zabójstwa pozostaje nierozwiązana; Siwiaka opisano jako „ostatnią osobę zabitą w Nowym Jorku 11 września”, chociaż jego śmierć nie miała związku z atakami terrorystycznymi, których dokonano wcześniej tego dnia.
Nowojorska policja uważa, że wstępne dochodzenie w sprawie morderstwa mogło zostać utrudnione przez przekierowanie wszelkich zasobów organów ścigania w mieście do zwalczania skutków ataków terrorystycznych, w których zginęło prawie 3000 osób. Ponieważ Siwiak nie został okradziony, nosił wojskowe ubrania i mówił słabym angielskim z mocno słyszalnym akcentem, detektywi spekulowali, iż jego zabójca mógł pomyśleć, że miał on coś wspólnego z zamachami. Zabójstwo Siwiaka jest jedynym odnotowanym w Nowym Jorku w dniu 11 września 2001 roku, ponieważ miasto nie uwzględnia ofiar zamachów terrorystycznych w oficjalnych statystykach przestępczości.

## Tło sytuacyjne
Pochodzący z Krakowa Henryk Siwiak pracował jako kontroler biletów w Polskich Kolejach Państwowych i ich podmiotach prywatnych. Był żonaty z Ewą Siwiak, miał dwoje dzieci, 17-letnią Gabrielę i 10-letniego Adama. Po utracie pracy w 2000 roku Siwiak wyjechał do Nowego Jorku, aby odwiedzić swoją siostrę Lucynę, która od sześciu lat mieszkała w Far Rockaway w okręgu Queens. Pomimo braku pozwolenia na pracę zdecydował się pozostać w USA i pracować nielegalnie, wysyłając co kilka miesięcy kilkaset dolarów rodzinie w Polsce, aby uzupełnić jej dochody (żona pracowała jako nauczycielka biologii w liceum). Siwiak miał nadzieję, że po jakimś czasie będzie mógł wrócić do Polski i zbudować nowy dom.
Nauka języka angielskiego przychodziła Siwiakowi z dużym trudem. Brał prywatne lekcje i oglądał telewizję ze swoją siostrą, lecz jego znajomość języka poprawiała się bardzo powoli. To, ostrzegała go Lucyna, mogło narazić go na niebezpieczeństwo w Nowym Jorku. „Powiedzieliśmy mu, że [miasto] jest niebezpiecznym miejscem”, wspominała później dla Associated Press. „Ale on w to nie wierzył”, powiedziała, być może dlatego, że tak bardzo lubił tam mieszkać.
Przez większą część 2001 roku Siwiak pracował na budowie na Dolnym Manhattanie. Rankiem 11 września, po atakach terrorystycznych, plac budowy został zamknięty, ponieważ tę część miasta ewakuowano. Siwiak nie mógł sobie pozwolić na czekanie aż do wznowienia pracy w tym miejscu, więc po przejściu przez Most Brookliński wrócił metrem do domu siostry. Po przejrzeniu ogłoszeń w polskojęzycznej gazecie „Nowy Dziennik” znalazł jedno z ofertą sprzątania w supermarkecie Pathmark w dzielnicy Farragut na Brooklynie. Aby wypełnić dokumenty, udał się do agencji pracy w Bay Ridge, która służyła polskiej społeczności w mieście.
W agencji pracy Siwiak pocieszał właścicielkę, której mąż pracował w World Trade Center i od rana nie kontaktował się z nią (później dowiedziała się, że jej mąż rzeczywiście zginął w czasie ataku). Dowiedział się, że może zacząć pracę już tej nocy i wrócił do Far Rockaway. Tam zadzwonił do swojej żony w Polsce, aby powiedzieć jej, że jest bezpieczny; sam był świadkiem uderzenia jednego z samolotów w bliźniacze wieże. „Powiedziałam mu na wszelki wypadek: nie wyjeżdżaj tej nocy, bo w Nowym Jorku może być niebezpiecznie”, wspominała później Ewa Siwiak.

## Zabójstwo
Siwiak nigdy nie był w dzielnicy Farragut, gdzie znajdował się supermarket Pathmark, więc on i jego gospodyni przejrzeli mapę metra, po czym zdecydowali, że powinien wsiąść do pociągu A do stacji Utica Avenue, w pobliżu północnego krańca Albany Avenue, gdzie znajduje się Pathmark. Jednak gospodyni nie zapytała Siwiaka o adres sklepu, więc nie zdawała sobie sprawy, że faktycznie znajdował się on 4,8 km na południe.
Ponieważ Siwiak nie znał mężczyzny z pracy, z którym miał się spotkać, powiedział agencji, jak będzie ubrany. Przed wyjściem założył marynarkę w wojskowym kamuflażu, pasujące do niej spodnie i czarne buty. Miał także plecak z innymi spodniami i trampkami, w które mógł się przebrać po dotarciu do Pathmark. Gospodyni Siwiaka przed wyjazdem prosiła go, by ponownie zastanowił się nad wyjściem, ponieważ jej zdaniem jest to niebezpieczna okolica, do której nikt nie powinien udawać się nocą bez ważnego powodu, a zwłaszcza tej nocy, kiedy ludność miasta niepokoi się po wydarzeniach minionego dnia. Nie była jednak w stanie go zatrzymać.
Około godz. 23:00 Siwiak wysiadł z metra. Zaczął iść na zachód wzdłuż Fulton Street w stronę Albany Avenue, kilka przecznic dalej. Świadek wspominał później, jak mijał go w tamtej okolicy. Na skrzyżowaniu w Albany Siwiak skręcił w prawo, kierując się błędnie na północ, zamiast na południe, zgodnie z ustaloną wcześniej trasą. Ten obszar dzielnicy Bedford-Stuyvesant od dawna był postrzegany przez mieszkańców i Departament Policji Nowego Jorku jako jeden z najbardziej niebezpiecznych w mieście.
Wszyscy dostępni funkcjonariusze NYPD byli tej nocy na służbie, większość z nich wzięła nadgodziny, niektórzy wrócili nawet z wakacji w odległych miejscach. Zwiększona liczba funkcjonariuszy była potrzebna, aby zapewnić bezpieczeństwo w sąsiedztwie strefy zero lub potencjalnych celów dla kolejnego ataku, którego się spodziewano; funkcjonariusze policji obawiali się, że przestępcy w innych częściach miasta wykorzystają to odwrócenie uwagi na swoją korzyść. Jedynym wyjątkiem był najbardziej wysunięty na północ blok Albany Avenue. „Nie wiem, czy upadek World Trade Center naprawdę wpłynął na handel narkotykami [w tamtej okolicy]”, powiedział „The New York Times” dziesięć lat później Michael Prate, detektyw z NYPD prowadzący śledztwo. Policja uważa, że Siwiak mógł wchodzić w interakcje z niektórymi osobami obecnymi w tym czasie na Albany.
Mieszkańcy powiedzieli później, że około godziny 23:40 usłyszeli kłótnię, po której nastąpiły strzały. Kobieta mieszkająca na pobliskiej Decatur Street, która opiekowała się chorą matką, zeznała, że słyszała kłótnię, ale za bardzo bała się, by wyjrzeć przez okno. Siwiak, postrzelony raz w płuco, zostawił ślad krwi, który wskazywał, że zataczał się z miejsca, w którym został postrzelony, w pobliżu północnego krańca Albany, do przedproża w domku szeregowym pod adresem 119 Decatur, gdzie zadzwonił do drzwi w poszukiwaniu pomocy. Mieszkanka tego budynku powiedziała policji, że słyszała dzwonek do drzwi, ale podobnie jak jej sąsiadka, była zbyt przestraszona, by otworzyć drzwi po wcześniejszej strzelaninie. Siwiak zszedł z werandy i upadł twarzą w dół na ulicę. O 23:42 zadzwoniono pod numer 911, a policja i pogotowie ratunkowe przyjechały w ciągu kilku minut. Siwiak został uznany za zmarłego na miejscu zdarzenia.

## Dochodzenie
NYPD nie mogła wnieść na miejsce zbrodni pełnych zasobów śledczych, ponieważ z powodu ataków terrorystycznych funkcjonariusze byli potrzebni gdzie indziej. Zwykle w przypadku zabójstwa jednostka zajmująca się miejscami zbrodni zabezpieczała teren i zbierała dowody kryminalistyczne, lecz w tym przypadku jej członkowie nie byli dostępni. Zamiast niej zadania te wykonywała jednostka gromadzenia dowodów, zwykle używana w przypadku bezkrwawych przestępstw przeciwko mieniu, takich jak włamania. W przypadku morderstwa, gdzie normalnie aż dziewięciu detektywów może przeszukiwać okolicę, rozmawiając z potencjalnymi świadkami i szukając dowodów z dala od miejsca zbrodni, tutaj policja mogła wysłać najwyżej trzech. „[Sprawie Siwiaka] nie przydzielono ekspertów zajmujących się początkowym badaniem miejsca zabójstwa”, powiedział Prate w 2011 roku. Chociaż miał nadzieję, że śledczy, którzy byli w stanie przybyć na miejsce, zebrali wszystkie możliwe dowody, nie był pewien, czy im się to udało. „Departament Policji dał temu dochodzeniu wszystko, co mógł zrobić tego dnia”.
Technicy zbierający dowody byli w stanie odzyskać zużyte łuski z pistoletu kaliber 10 mm, z którego strzelano w kierunku Siwiaka. Zabójca wystrzelił siedem razy, ale trafił go tylko raz. W portfelu Siwiaka było 75 dolarów w gotówce, co sugeruje, że motywem nie była kradzież lub ewentualnie, że rabunek się nie powiódł.

Być ostatnim człowiekiem zabitym 11 września to być beznadziejnie anonimowym, cicho opłakiwanym przez kilka osób, podczas gdy reszta miasta rok po roku spogląda w stronę Dolnego Manhattanu. Nikt nie czyta jego nazwiska do mikrofonu podczas ceremonii. Żaden pomnik nie oznacza chodnika, na który upadł z kulą w płucu – Michael Wilson, „The New York Times”

Lucyna Siwiak uważa, że morderca mógł uważać jej brata za terrorystę. Jego strój maskujący sprawiał, że wyglądał na wojskowego; pierwsi policjanci, którzy przybyli na miejsce zdarzenia, myśleli, że mógł to być jeden z wielu żołnierzy Gwardii Narodowej rozmieszczonych w mieście w następstwie ataków. To, w połączeniu z jego ciemnymi włosami i kiepskim angielskim z mocno słyszalnym akcentem, mogło skłonić ludzi do przekonania, że był Arabem. „Myślę, że to mogła być pomyłka”, powiedziała później. „[W Nowym Jorku] było wielu rozgniewanych ludzi”.
Podczas gdy Prate przyznał w wywiadzie z 2011 roku, że taki mógł być motyw zabójstwa, NYPD nie zaklasyfikowała go jako zbrodni nienawiści, ponieważ zbyt mało o nim wiadomo. „Problem polegał na tym, że na tym rogu nie było żadnych świadków” – powiedział inny oficer na początku 2002 roku. „Nie słyszeliśmy czegoś takiego od żadnej osoby z lokalnej społeczności; nikt nam na taki motyw nie wskazał” – powiedział Prate w rozmowie z WNYC dekadę później. Dodał też, że „[w okolicy] nie było żadnych znaczących celów, dla których terrorysta mógłby tam dotrzeć”. Prate wierzy, że słaba angielszczyzna Siwiaka mogła doprowadzić do jego śmierci. Prawdopodobnie nie zrozumiałby, co się dzieje, gdyby ktoś próbował go okraść.
Prate kontynuował śledztwo w sprawie przestępstwa, które jest obecnie uważane za zamkniętą sprawę, aż do przejścia na emeryturę w 2011 roku. Rozmawiał z podejrzanymi aresztowanymi za inne przestępstwa w tej okolicy; żaden z nich nie podał informacji na temat zabójstwa Siwiaka. Nie zgłosili się również nowi świadkowie, choć zaproponowano nagrodę w wysokości 12 tys. dolarów za pomoc w znalezieniu sprawców. W 2018 roku Prate powiedział ABC News, że nieudany rabunek jest nadal jego teorią na temat najbardziej prawdopodobnej przyczyny zabójstwa.
Morderstwo Siwiaka nie przyciągnęło uwagi mediów, która mogłaby skłonić świadków do ujawnienia się, z powodu ataków terrorystycznych i ich następstw; jaką było to przykrywką dla sprawców, okazało się co najmniej miesiąc później. Ani siostra Siwiaka, ani wdowa po nim nie wierzą, że sprawa kiedykolwiek zostanie wyjaśniona. „Obawiam się, że tak będzie już zawsze”, powiedziała Ewa Siwiak „The New York Timesowi” w 2011 roku. „Myślę, że policja ma wiele, wiele spraw i może nigdy do mnie nie zadzwonią” – powiedziała kilka miesięcy później Lucyna. Nadal uczestniczy w corocznych nabożeństwach żałobnych 11 września w katedrze św. Patryka.
Ponieważ ofiary zamachów terrorystycznych z 11 września nie są uwzględniane w oficjalnych statystykach przestępczości Nowego Jorku, śmierć Siwiaka jest jedynym zabójstwem zarejestrowanym w mieście tego dnia. FBI również nie odnotowało 2977 zgonów w wyniku ataków na WTC w swoim rocznym wskaźniku przestępczości z użyciem przemocy za 2001 rok, powołując się na fakt, że zgony te byłyby obserwacją odstającą i błędnie wypaczyłyby analizy FBI.